# Victor-François de Broglie
Victor-François de Broglie, II duca di Broglie (Parigi, 19 ottobre 1718 – Münster, 30 marzo 1804), è stato un nobile e generale francese, maresciallo di Francia, primogenito del maresciallo François-Marie de Broglie.

## Biografia

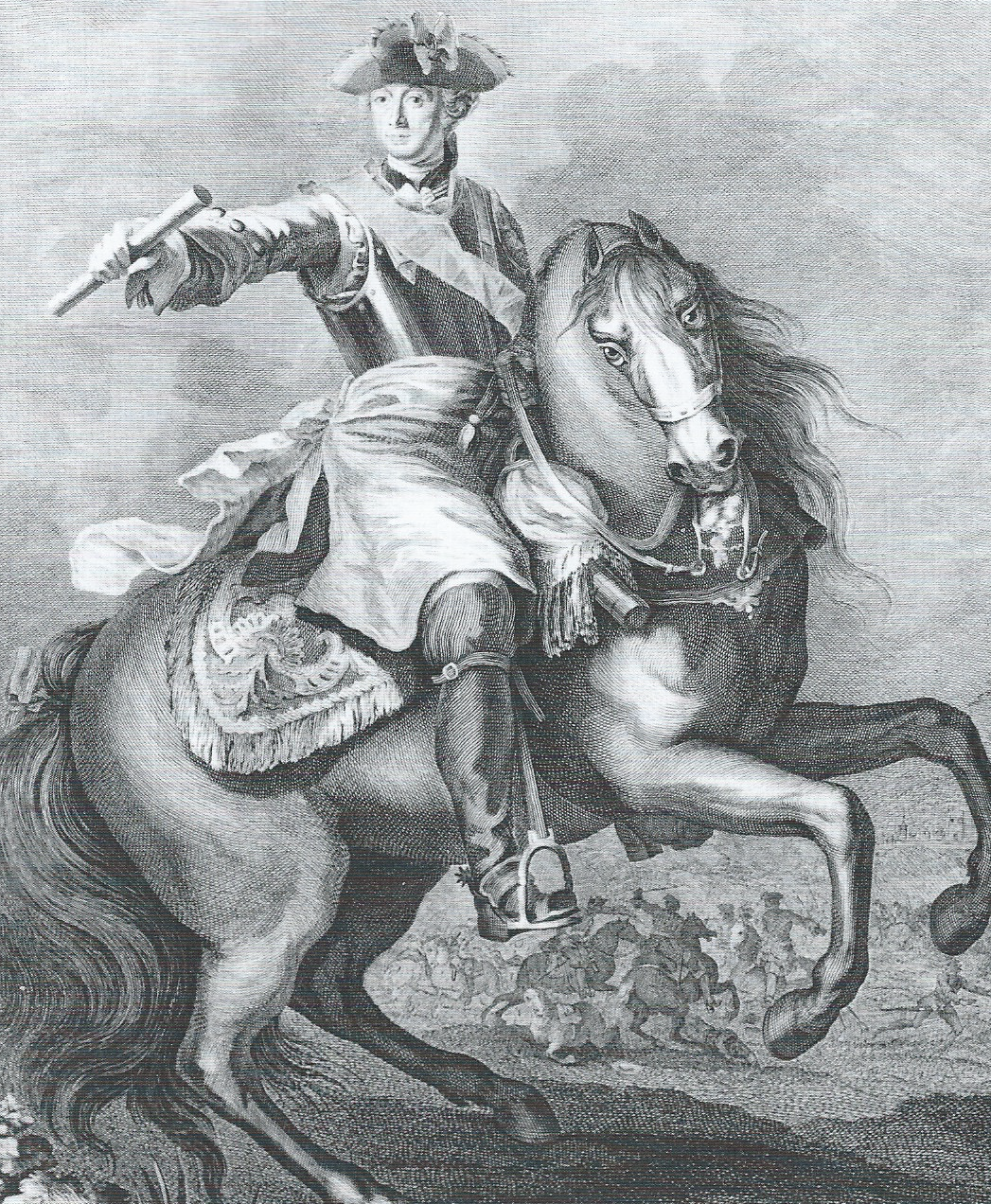
Ritratto equestre del duca di Broglie

Era il primogenito di François-Marie de Broglie, primo duca di Broglie, maresciallo di Francia ed ambasciatore del re di Francia a Londra, e di Thérèse Gillette Locquet de Grandville.
Dopo aver combattuto, quindicenne, come capitano di cavalleria alle battaglie di Parma e di Guastalla nel 1734, ebbe il comando del reggimento di fanteria di Lussemburgo sino al 1736. Nel 1741 prese parte alla campagna di Boemia della guerra di successione austriaca, agli ordini del maresciallo de Saxe e fu nominato il 1º marzo dello stesso anno aiutante maggiore generale della fanteria.
Promosso brigadiere il 26 aprile 1742, quindi maggior generale della fanteria il 1º aprile dell'anno dopo, due volte ferito, servì nelle armate della Baviera, dell'Alta Alsazia e del Reno, per essere infine promosso maresciallo di campo il 1º maggio 1745. Alla morte del padre gli successe nel titolo di duca di Broglie, lasciando il titolo di conte sino ad allora adottato. Servì quindi nelle Fiandre, e, a pace raggiunta, fu nominato tenente generale il 10 maggio 1748.
Allo scoppio della guerra dei sette anni combatté agli ordini del maresciallo d'Estrées ad Hastenbeck, per essere poi destinato all'armata del principe de Soubise, dove fu battuto alla battaglia di Roßbach ma, riuscite a radunare la truppe, poté ripiegare su Hannover.
Benché avesse comandato l'avanguardia di Soubise, l'inimicizia del maresciallo de Belle-Isle gli impedì di ottenere il comando di un'armata. Al contrario, servì in Germania agli ordini del marchese de Contades dove riportò la vittoria di Bergen il 3 aprile 1759. Dopo la battaglia di Minden, dove Contades fu sconfitto, il re ne affidò la sostituzione proprio a Broglie, e lo nominò maresciallo di Francia il 16 dicembre.
L'imperatore Francesco I lo creò principe del Sacro Romano Impero il 9 maggio 1759, titolo che la famiglia conservò, in riconoscimento dei servigi resi nella guerra contro la Prussia. Cadde cionondimeno in disgrazia in seguito alla sconfitta di Vellinghausen il 13 luglio 1761.
Nel decennio successivo de Broglie fu governatore del territorio dei Trois-Évêchés, quindi di Alsazia. Fu comandante delle truppe che Luigi XVI riunì intorno a Versailles nel luglio 1789. Si oppose con determinazione alla rivoluzione francese.
Luigi XVI lo nominò segretario di Stato alla guerra l'11 luglio 1789, ma rimase in carica solo pochi giorni. Lasciò la Francia su invito di Necker il 16 luglio 1789 e prese il comando dell'armata controrivoluzionaria del principe Condé nel 1792, operante in Champagne durante l'invasione austro-prussiana.
Nel 1797 andò in Russia, quindi a Riga l'anno successivo, e infine a Münster, dove morì da esule anni dopo, avendo sempre rifiutato di tornare nella Francia post-rivoluzionaria e napoleonica.

## Matrimoni e figli
Victor-François de Broglie sposò in prime nozze nel 1736 Marie Anne du Bois de Villiers da cui ebbe tre figli:
- François (n./m. 1737)
- Alexis (1738-1739)
- Charles (1744-1747)

Alla morte della prima moglie, si risposò nel 1752 con Louise Augustine Salbigothon Crozat de Thiers, che gli diede dodici figli:
- Louise Augustine Thérèse (1753-1771), sposò Louis Etienne Damas, conte de Crux
- Charlotte Amélie Salbigothon (1754-1795), sposò Franz Ludwig, conte di Helmstatt
- Adélaïde (n./m. 1755)
- Charles Louis Victor (1756-1794), sposò Constance Louise Sophie, contessa di Rosen-Kleinroop
- Charles Louis Victor (1761-1849)
- Auguste Joseph (1762-1855), principe di Broglie-Revel, sposò Françoise de La Brousse de Verteillac
- Adélaide Françoise (1764-1852), sposò Stanislas, marchese de Boisse
- Charles (1765-1849)
- Maurice Jean Madeleine (1766-1821), vescovo di Gand
- Eugène Marie Victor (1770-1773)
- Aglaé Charlotte Marie (1771-1846), sposò Casimir, marchese di Murat de l'Estang
- Victor Amédée Marie (1772-1851), sposò Geneviève de Montreuil, da cui discende l'attuale famiglia
- Un bambino o una bambina (n./m. 1776)

## Stato di servizio
- 13 ottobre 1734: Colonnello del Régiment de Luxembourg
- 26 aprile 1742: Brigadiere
- 1º maggio 1745: Maresciallo di campo
- 10 maggio 1748: Lieutenant-général des armées
- 16 dicembre 1759: Maresciallo di Francia
- febbraio 1771: Governatore di Metz e del pays di Metz
- 1789: Maresciallo generale degli accampamenti e delle armate del re
- 1797: Feldmaresciallo di Russia

## Araldica
| Image | Stemma |
| ----- | --- |
| \| \| | Victor-François de Broglie Principe di Broglie, Pari di Francia, Maresciallo di Francia, Cavaliere dell'Ordine dello Spirito Santo. D'oro, alla croce di Sant'Andrea ancorata d'azzurro. |
|       | |